# Gustavo Eberto
Gustavo Daniel Eberto (Paso de los Libres, Corrientes, Argentina, 30 de agosto de 1983 - Buenos Aires, Argentina, 3 de septiembre de 2007) fue un jugador de fútbol argentino. Jugó de arquero en Boca Juniors y luego en Talleres de Córdoba.

## Trayectoria
Fue arquero en la Primera de Boca Juniors y campeón Sudamericano con la Selección Sub –20. Sus últimos pasos los dio en Talleres de Córdoba.
El joven era considerado una de las promesas de las inferiores del club de la Ribera, donde debutó en Primera en 2003 en la ciudad de Rosario, en el recordado partido que Rosario Central derrotó a los xeneizes por 7-2 en el cierre del Clausura, cuando el equipo era dirigido por Carlos Bianchi.
En Buenos Aires, decidió continuar -y finalizar- los estudios secundarios en el Colegio Joaquín V. González, de Barracas, a metros del complejo de Casa Amarilla.
En enero de 2003 se consagró campeón sudamericano con la Selección Argentina Sub–20 (siendo compañero de Carlos Tévez, Fernando Cavenaghi, Javier Mascherano y también casualmente su arquero suplente fue el ya fallecido jugador de Independiente Lucas Molina, entre otros) en Uruguay, tras vencer en la final a Colombia por 1-0.
Desde los primeros días de febrero de 2006, Eberto fue el arquero de Talleres de Córdoba -cedido a préstamo por Boca Juniors- y se había convertido en la figura del equipo que jugaba en la Primera B Nacional.

### Fallecimiento
El 20 de febrero de 2007, luego de un buen debut con su equipo Talleres de Córdoba ante Huracán, debió ser internado, en la clínica Suizo Argentina, de la Ciudad de Buenos Aires, para determinar el origen de unos problemas físicos. Se le detectó un cáncer testicular, enfermedad de la que esperaba recuperarse, por eso había vuelto a entrenar.
Gustavo Eberto murió el  3 de septiembre de 2007 a los 24 años, luego de luchar durante mucho tiempo contra el cáncer.

## Clubes
| Club                | País      | Año       |
| ------------------- | --------- | --------- |
| Boca Juniors        | Argentina | 2003-2005 |
| Talleres de Córdoba | Argentina | 2006      |

## Palmarés

### Campeonatos nacionales
| Título           | Equipo       | País      | Año    |
| ---------------- | ------------ | --------- | ------ |
| Primera División | Boca Juniors | Argentina | A-2005 |

### Campeonatos internacionales
| Título               | Equipo              | País                 | Año  |
| -------------------- | ------------------- | -------------------- | ---- |
| Sudamericano Sub-20  | Selección Argentina | Uruguay              | 2003 |
| Juegos Panamericanos | Selección Argentina | República Dominicana | 2003 |
| Copa Mundial Sub-20  | Selección Argentina | Emiratos Árabes      | 2003 |
| Copa Sudamericana    | Boca Juniors        | Argentina            | 2004 |
| Recopa Sudamericana  | Boca Juniors        | Argentina            | 2005 |
| Copa Sudamericana    | Boca Juniors        | Argentina            | 2005 |